# الهرانية (المضاربة والعارة)

تعديل مصدري - تعديل

الهرانية هي إحدى قرى عزلة المضاربة بمديرية المضاربة والعارة التابعة لمحافظة لحج، بلغ تعداد سكانها 79 نسمة حسب تعداد اليمن لعام 2004.